# 10376 Chiarini
A 10376 Chiarini (ideiglenes jelöléssel 1996 KW) a Naprendszer kisbolygóövében található aszteroida. Osservatorio San Vittore fedezte fel 1996. május 16-án.